# رود ميلبورن
رود ميلبورن (بالإنجليزية: Rod Milburn)‏ هو واثب حواجز ‏ أمريكي، ولد في 18 مايو 1950 في أوبلوساس في الولايات المتحدة، وتوفي في 11 نوفمبر 1997 في Port Hudson, Louisiana ‏ في الولايات المتحدة.

## وصلات خارجية
- رود ميلبورن على موقع الاتحاد الدولي لألعاب القوى (الإنجليزية)
- رود ميلبورن على موقع الاتحاد الأمريكي لسباقات المضمار والميدان، قاعة المشاهير (الإنجليزية)
- رود ميلبورن على موقع أوليمبيديا (الإنجليزية)
- رود ميلبورن على موقع قاعة لويزيانا للمشاهير الرياضية (الإنجليزية)